# Charlotte et Julie Bonaventura
Pour les articles homonymes, voir Bonaventura.
Charlotte et Julie Bonaventura, nées le 2 août 1980  à Marseille, sont des jumelles françaises et arbitres internationales de handball,. Appartenant au groupe 1 des arbitres de la Fédération française de handball, elles officient aussi bien chez les femmes que les hommes, notamment en Division 1 féminine et Division 1 masculine, mais également dans des compétitions organisées par l'EHF et l'IHF, comme la finale du tournoi féminin des Jeux olympiques de 2012 ou plusieurs match du Championnat du monde masculin 2017 organisé en France. Les deux sœurs deviennent ainsi les premières femmes à officier sur un Championnat du monde masculin. Les deux sœurs sont selectionnées lors du championnat du monde masculin 2023 en Pologne, elles arbitrent plusieurs matchs dont Portugal-Brésil. Elles ont notamment arbitrés la petite finale de la compétition opposant l’Espagne à la Suède, le pays hôte.

## Biographies
Charlotte et Julie Bonaventura arbitrent leur première compétition internationale à l’occasion du Championnat du monde féminin 2009 en Chine puis du Championnat du monde féminin 2011 au Brésil.
En 2012, elles forment l'un des deux binômes français sélectionnés pour l'arbitrage des Jeux olympiques se déroulant à Londres. Lors de ces Jeux olympiques, elles ont officié sur la compétition masculine et féminine, avec en point d'orgue la finale féminine entre la Norvège et le Monténégro, le 11 août 2012.
Le 4 mai 2014, elles arbitrent la finale féminine de la ligue des champions opposant Győri ETO KC à ŽRK Budućnost Podgorica devant 10 000 spectateurs.
Le 21 décembre 2014, elles arbitrent la finale du Championnat d'Europe féminin à Budapest en Hongrie.
Le 20 décembre 2015, elles arbitrent la finale du Championnat du monde féminin entre les Pays-Bas et la Norvège à Herning au Danemark.
Aux Jeux olympiques de Rio en 2016, elles dirigent notamment le match pour la médaille de bronze, la France étant en finale. En revanche, elles ne sont pas retenues pour le Championnat d'Europe féminin 2016.
En janvier 2017, le binôme est désigné pour officier sur le Championnat du monde masculin 2017 organisé en France, devenant ainsi les premières femmes à officier sur un Championnat du monde masculin.
Au Mondial féminin 2017 puis à l'Europe féminin 2018, elles n'arbitrent pas ni les demi-finales ni les finales du fait de la présence de la France. En revanche, elles sont la première paire arbitre à arbitrer une demi-finale et la finale du Mondial féminin 2019.
Aux Jeux olympiques de Tokyo 2020 (qui ont eu lieu en 2021), la paire arbitre plusieurs matchs dans les tournois féminins et masculins, notamment deux quarts de finale.